# Beogradski triatlon
Beogradski Triatlon je triatlonsko takmičenje koje se održava u Beogradu.

## Istorija Beogradskog Triatlona
Prateći svetske trendove i sa pogledom u budućnost, Đoko Vještica, novinar radio stanice studio B, inicirao je organizaciju prve Triatlonske trke u Jugoslaviji po savremenim standardima. Trka je bila održana 1993. godine na Adi Ciganliji u Beogradu pod nazivom: Beogradski Triatlon! I tako je počelo...

## Beogradski Triatlon po godinama

### 5.Beogradski Triatlon ETU Junior Race 97.
Lokacija:
Distanca: Status trke:

Organizator:

Pobednica: Pobednik: Broj takmičara:

### 20.Beogradski Triatlon 2014.
Jubilarna godina organizacije triatlona u Beogradu obeležena je organizacijom tri takmičenja:

#### 20.Bgd triatlon: Sprint distanca
8.06.2014. donja polovina Ade Ciganlje,dostavni put od Taložnika do pasarele.
Državno prventvo - Trofej Beograda.
Broj prijavljenih takmičara 143.
Apsolutni plasman: 
Triatlonke:
Vida Medic	TK Triogy Racing	1:13:56
Aneta Arifi	TK Olimpija Bor		1:19:46
Ivana Ćosić	TK Triogy Racing	1:30:11
Triatlonci:
Ognjen Stojanović, TK Triogy Racing	0:58:38
Milan Tomin	TK Triogy Racing	1:06:52
Jovan Ponjević	TK Triogy Racing	1:02:28
Ostali rezultati #Преусмери [https://web.archive.org/web/20141129011757/http://www.triatlon.org.rs/?page_id=19%5D%3Cbr />Organizatori: Triatlon Savez Beograda, TK Mihajlo Pupin, 3A4U

#### 20.Bgd triatlon: T-day
28.09.2014.
Državno prventvo na Olimpijskoj distanci - Akvatlon Prvenstvo Beograda za mlađe kategorije.

Broj prijavljenih takmičara 143.

Apsolutni plasman: 

Triatlonke:
Triatlonci:

Organizatori: Triatlon Savez Beograda, TK Mihajlo Pupin, 3A4U

#### 20.Bgd triatlon: TRI Bgd half distance
12.10.2014.
Državno prventvo

Broj prijavljenih takmičara 143.

Apsolutni plasman: 

Triatlonke:
Triatlonci:
Organizatori: Triatlon Savez Beograda, 3A4U, Tk Mul3sport

## Spoljašnje veze
- STU - Српска Триатлонска Унија
- TSB - Triatlon Savez Beograda